# The Elektrocution
The Elektrocution, ou parfois Elektrocution, est un groupe de punk rock français, originaire de Rouen, en Seine-Maritime.

## Biographie
The Elektrocution est formé à la fin 2000 à Rouen, en Seine-Maritime. Il comprend Antoine (guitare), David (guitare), Maxime (chant), Yann (basse) et Yves (batterie). Le groupe enregistre et publie une première démo intitulée Latin Loser en 2001. Elle suit d'un EP six titres intitulé Vagina Dentata, en 2003.
En 2005, le groupe publie son premier album studio, Open Heart Surgery, comprenant 11 morceaux, au label Overcome Records,,. Le groupe part en tournée en soutien à l'album. En 2006, ils jouent au Dour Festival. Le groupe revient en 2008 avec un nouvel EP, intitulé Rise to the Sun, qui comprend quatre titres qui seront incluses dans leur prochain album.
En 2011, The Elektrocution publie son deuxième album studio, et suite de Open Heart Surgery, intitulé Trouble Magnet,.

## Discographie
- 2001 : Latin Loser (démo)
- 2003 : Vagina Dentata (EP, réédité en 2004)
- 2005 : Open Heart Surgery
- 2008 : Rise to the Sun (EP)
- 2011 : Trouble Magnet